# Италијанско војно гробље у Београду
Италијанско војно гробље у Београду се налази у склопу Новог гробља. 

## Историја
Италијанско војно гробље је освећено 1928. године. Градска општина је уступила земљиште. Налази се поред Британског војног гробља. Ограђено је масивном оградом од бетона и кованог гвожђа. Ту су сахрањени италијански добровољци изгинули у Првом свјетском рату. Коначни изглед гробље је добило 1931. године.
Улаз на гробље је из Улице Светог Николе, а друга капија, исте величине и облика је са Новог гробља.